# Норфолк
Но́рфолк (англ. Norfolk, /ˈnɔrfək/) — неметропольное церемониальное графство на востоке Англии. Входит в состав региона Восточная Англия. Столица и крупнейший город — Норидж. Население 840 600 человек (7-е место среди графств; данные 2007 г.).

## География
Общая площадь территории 5371 км² (5-е место). Протекают реки Большой и Малый Уз и Иэр (Яр). К достопримечательностям относятся:
- Нориджский собор — характерный образец средневековой готики
- Сандрингем-хаус — загородный дворец британских монархов, место рождения принцессы Дианы
- Хокэм-холл — семейное гнездо графов Лестеров, эталон английского классицизма
- Хоутон-холл — пышная резиденция первого британского премьер-министра
- Бликлинг-холл — резиденция графов Бекингемов, где издавна видят призрак обезглавленной Анны Болейн (по одной из версий, родившейся в этом месте, и проживавшей)
- Хиклинг-Брод — крупнейшее озеро.

## История
Во время владычества бриттов Норфолк составлял часть области иценов. Ицены владели территорией с 1 в. до н. э. до конца I в. н. э. В 47 г. н. э. ицены восстали против вторжения римлян, а в 61 году здесь подняла восстание Боудикка, но проиграла решающее сражение римскому полководцу Гаю Светонию Паулину. В римскую эпоху на этой территории развивали сельское хозяйство и добычу соли. При саксах — королевство Восточной Англии. Возможно, колыбель английского аграрного капитализма; самая богатая часть Англии на протяжении всего средневековья.

## Административное деление
В состав графства входят 7 районов:
|  | 1. Норидж 2. Саут-Норфолк 3. Грейт-Ярмут 4. Бродленд 5. Норт-Норфолк 6. Кингс-Линн-энд-Уэст-Норфолк 7. Брекленд |

## Население
| Население                                      | 857 888           | 53 012 456           |
| Белые                                          | 827 096 (96,41 %) | 45 226 247 (85,31 %) |
| Метисы                                         | 10 027 (1,17 %)   | 1 192 879 (2,25 %)   |
| Китайцы                                        | 3 208 (0,37 %)    | 379 503 (0,72 %)     |
| Остальные азиаты                               | 4 133 (0,48 %)    | 3 763 900 (7,10 %)   |
| Источник: Office for National Statistics (ONS) |                   |                      |

По данным переписи населения Великобритании в 2011 году, население Норфолка составляло 859 тыс. человек.